# Azetabulumfraktur
Eine Azetabulumfraktur ist ein Bruch der Hüftpfanne. Sie entsteht durch direkte Gewalteinwirkung (meist auf den Trochanter major) oder indirekte Gewalteinwirkung (meist Aufprall des Knies auf das Armaturenbrett) und ist meist mit einer Hüftgelenksluxation in Richtung des Bruchs verbunden. Dabei ist hinten der Nervus ischiadicus, vorne der Nervus femoralis gefährdet.

## Symptomatik
Neben lokalen Verletzungszeichen und gestörter Funktion fällt eine Fehlstellung oder Verkürzung des Beines auf. Auszuschließen sind reine Luxationen sowie eine begleitende Femurkopffraktur, Schenkelhalsfraktur, Beckenfraktur oder Gefäß- und Nervenschäden. Es erfolgt eine Röntgen-Beckenübersichtsaufnahme, oft ergänzt durch Ala-Aufnahme und Obturatoraufnahme (Strahlengang 45° bei angehobener gesunder bzw. kranker Hüfte) oder CT.

## AO-Klassifikation
Die AO-Klassifikation unterscheidet folgende Frakturtypen:
Typ A Senkrechte Frakturlinie lässt einen vorderen oder hinteren statischen Pfeiler intakt:
- Typ A 1: Fraktur des hinteren Pfannenrandes
- Typ A 2: Fraktur des hinteren Pfeilers
- Typ A 3: Fraktur des vorderen Pfannenrandes und Pfeilers

Typ B Waagrechte Frakturlinie zerstört die Statik, aber wenigstens ein Teil des oberen Pfannenrandes (am Darmbein) intakt:
- Typ B 1: Waagrechte Bruchlinie
- Typ B 2: T-förmige Bruchlinie
- Typ B 3: vorne waagrechte, hinten senkrechte Bruchlinie

Typ C Waagrechte Frakturlinie mit langem Verlauf trennt Pfannenbruchstücke vollständig vom Darmbein:
- Typ C 1: Bruch bis zur Crista iliaca
- Typ C 2: Bruch bis zum Vorderrand des Darmbeins
- Typ C 3: Bruch bis ins Iliosakralgelenk

## Therapie
Nicht verschobene Azetabulumfrakturen (< 2 mm) können konservativ behandelt, alle anderen müssen präzise reponiert und verplattet werden.

## Heilungsaussichten
Schäden am Gelenkknorpel der Pfanne oder des Hüftkopf können zur Hüftgelenksarthrose führen.